# لايلي وركمان
لايلي وركمان (بالإنجليزية: Lyle Workman)‏ هو كاتب أغاني وملحن ومنتج أسطوانات وعازف قيثارة أمريكي، ولد في 21 أكتوبر 1957 في سان خوسيه في الولايات المتحدة.

## وصلات خارجية
- الموقع الرسمي
- لايلي وركمان على موقع IMDb (الإنجليزية)
- لايلي وركمان على موقع ميوزك برينز (الإنجليزية)
- لايلي وركمان على موقع بوكس أوفيس موجو (الإنجليزية)
- لايلي وركمان على موقع أول ميوزيك (الإنجليزية)
- لايلي وركمان على موقع ديسكوغز (الإنجليزية)
- لايلي وركمان على موقع قاعدة بيانات الفيلم (الإنجليزية)